# جعفرآباد (مقاطعة دلفان)
جعفرآباد (بالفارسية: جعفرآباد) هي قرية تقع في قسم ايتيوند الجنوبي الريفي (مقاطعة دلفان) في إيران. يقدر عدد سكانها بـ 128 نسمة .